# Slavuta
Slavuta (în ucraineană Славута) este un sat în comuna Neteciînți din raionul Vinkivți, regiunea Hmelnîțkîi, Ucraina.

## Demografie
Componența lingvistică a localității Slavuta
     Ucraineană (100%)
Conform recensământului din 2001, toată populația localității Slavuta era vorbitoare de ucraineană (100%).